# Makroglosija
Makroglosija, (latinski macrogossio) veliki jezik ili prava makroglosija (engleski true macroglossia) je jedna od kongenitalnih ili urođenih anomalija koja se karakteriše uvećanim jezikom. Tokom godina, mnogi su termini i kriterijumi korišćeni za identifikaciju velikog jezika, ali i dalje nema jasne definicije makroglosije, jer može biti definisana samo u relevantnim, funkcionalnim ili strukturnim uslovima. U tom smislu i kliničke studije su ograničene nedostatkom jasne definicije, pa se tako termin makroglosija ili prave makroglosije odnosi se na makroglosiju uzrokovanu histološkim abnormalnostima unutar jezika, kao što su mišićna hipertrofija i vaskularne malformacije. Za razliku od prave u pseudomakroglosiji, pojedinac ima normalan jezik koji, zbog oralnih ili skeletnih abnormalnosti, kao što je uža mandibula (u mnogim sindromima glave i vrata), što ga čini samo prividno „neobično velikim”.

## Istorija
Bolest je dokumentovan pre mnogo vekova, a njen najranije poznatim opis datira iz oko 1550. godine p. n. e. 
Kroz istoriju veliki jezik je lečen različitim medicinski i hirurškim medodama počev od 20. veka. 
Sklerozirajućim sredstvima, pijavicama i fizičkim vežbama mišića u oralnoj šupljini, mnogi terapeuti pokušavali su decenijama da sa velikim uspehom u lečenju makroglosije izbegnu hiruršku intervenciju. Međutim kako je korišćenje skleroznih sredstava uzrokovanlo ožiljka jezika i vaskularna oštećenja ili embolizacije krvnih sudova koji koji krvlju snabdevaju jezik ova metoda otišla je u prošlosti, sa zbog brojnih komplikacija i ograničeog uspeha.
Hirurške procedure za smanjenje veličine jezika primenjuje se u skorije vreme, kada su ortognatske hirurške intervencije, postale modaliteti lečenja makroglosije.

## Epidemiologija
Iako je tačna incidencija makroglosije u opštoj populaciji nepoznata (jer su etiologije previše brojne za njenu kvantifikaciju), ovo stanje se nalazi i kod nekih kongenitalnih sindroma, kao što su Downov sindrom (1 na 700 živorođenih) i Beckwith-Wiedemann sindrom (0,07 na 1.000 živorođenih). Kod ovog sindroma 97,5% pacijenata ima makroglosiju. 
Literatura takođe dokumentuje dve porodice sa autozomno dominantnim nasleđivanjem izolovane makroglosije.

## Etiopatogeneza
Makroglosija se može rezviti iz širokog spektra urođenih i stečenih stanja, iako je najčešće proizvod vaskularnih malformacija i mišićne hipertrofije. Zbog velikog broja mogućih etiologija, koriste se brojne klasifikacione šeme prema uzroka makroglosije, među kojima su najsveobuhvatnije dve; makroglosija (koja se odnose se na stvarno zadebljanje jezika) i pseudomakroglosija. 
Jezik može biti relativno uvećan, i kada je on normalne anatomske veličine, ali je usna duplja mala, kao npr. kod Pire-Robinovog sindroma. Kod ovog sindroma dete ima rascep sekundarnog nepca, hipoplaziju mandibule (donje vilice), relativnu makroglosiju i pri tome jezik zapada i dete se guši, otežano diše i ne može normalno da jede. Ove smetnje mogu biti različitog stepena.

### Makroglosija prema načinu nastanka
Makroglosija prema načinu nastanka može biti; primarna (urođena), stečena i pseudomakroglosjija. 

#### Primarna makroglosija
Primarna (urođena) ili prava makroglosija najčešće je genetski uzrokovana bolest, koja se karakteriše se povećanjem količine (hipertrofija) tkiva jezika, a ne rastom, kao što je npr. tumor. Makroglosija se moće javiti u sledećim nasleđenim ili urođenim poremećajima (po porođaju):
- Idijopatska hipertrofija mišića jezika
- Tumor pljuvačne žlezde
- Hemangiom
- Daunov sindrom (aberacija hromozoma 21, koja uzrokuje probleme sa fizičkim i intelektualnim funkcionisanjem)
- Limpfngiom ili hemangioma (malformacije u limfnom sistemu ili nastajanje krvnih sudova u koži ili unutrašnjim organima)
- Mukopolisaharidoze (grupa bolesti koja uzrokuju produkciju velike količine šećera u ćelijama i tkivima tela)
- Primarna amiloidoza (pojava abnormalnih proteina u tkivima i organima tela).[6]
- Prolazna neonatalna šećerna bolest (vrsta šećerne bolesti koja se javlja u prvih nekoliko nedelja života novorođenćeta, koja prolazi u roku od nekoliko meseci, uz mogućnost relapsa i razvoja trajnog oblika šećerne bolesti u adolescenciji ili odraslom dobu).[7]

#### Stečena makroglosija
Stečena makroglosija kada je uvećanje jezika nastalo kao posledici poremečaja metaboličkih/endokrinih fumnkcija, inflamatornih stanja i sistemskih bolesi, kada je jezik jako velik, i izlazi iz usne duplje, sasušuje se i predstavlja velike funkcionalnu smetnju za gutanje, disanje i govor. 
Metaboličko/endokrina stečena makroglosija
Metaboličko/endokrina stečena makroglosija moće biti uzrokovana sledećim stanjima:
- Akromegalija (ubog prevelikog nivoa hormona rasta u telu)
- Beckwith-Wiedemann sindrom (poremećaj rasta koji uzrokuje veliku telesnu masu, velike organe i druge simptome)
- Kongenitalni hipotiroidizam (smanjena proizvodnja hormona štitaste žlezde).[8]
- Šećerna bolest (visok nivo šećera u krvi izazvan afunkcijom gušterače koja proizvodi premalo ili nimalo insulina)

Inflamatorna/infektivna makroglosija
- Anina Ludovici
- Pemfigus vulgaris
- Difterija
- Tuberkuloza
- Aktinomikuoza
- Sarkoidoza
- Kandidijaza

Sistemskim faktorima uzrokovana makroglosija
- Neurofibromatoza

Traumatska makroglosija
- Hemoragija i hematom
- Direktna truma (nagnječenje ili laceracija)
- Jatrogena trauma izazvana intubacijom

Neoplazmama uzrokovana makroglosija
- Limfangiom.[9]
- Hemangiom
- Karcinom
- Plazmocitom
- Limfom

#### Pseudomakroglosija
Pseudomakroglosija se karakteriše jezikom normalne veličine, ali zbog oralnih ili skeletnih abnormalnosti, kao što je npr. uža mandibula (u mnogim sindromima glave i vrata), on prividno izgleda „neobično velikim”. Uzroci pseudomakroglosije, odnosno uslovi koji prisiljavaju jezik da se nalazi u nepravilnom položaju, uključuju sledeće:
- Alergijske reakcije na lekove koji uzrokuju otok usne duplja
- Povećani krajnici i/ili adenoidi koji zamenjuju jezik
- Nizak zagrizaj i smanjena zapremina oralnog šupljine
- Teški defekt gornje vilice sa uskim palatinskim lukom
- Teške anomalije donje vilice ili mandibule (retrognetizam)
- Lokalni oralni tumor koji pomiču jezik.[10]

## Terapija
Vrsta lečenja zavisi od stanja jezika i usne duplje, i sastoji se od postavljanja deteta u položaj potrbuške, pa sve do hirurškog fiksiranja jezika za desni.

## Prognoza
Ovi problemi sa velikim jezikom obično nestaju u periodu od 4 do 5 meseca života deteta.

## Literatura
- Van Lierde, K.; Galiwango, G.; Hodges, A.; Bettens, K.; Luyten, A.; Vermeersch, H. (2012). „Impact of tongue reduction on overall speech intelligibility, articulation and oromyofunctional behavior in 4 children with Beckwith-Wiedemann syndrome”. Folia Phoniatr Logop. 64 (2): 55—63. PMID 22095257. doi:10.1159/000329569..}-
- Vermeersch, G.; Menovsky, T.; De Ridder, D.; De Bodt, M.; Saldien, V.; Van De Heyning, P.;  . (2014). „Life-threatening macroglossia after posterior fossa surgery: a surgical positioning problem?”. B-ENT. 10 (4): 309—13. PMID 25654956..}-
- Vogel, J. E.; Mulliken, J. B.; Kaban, L. B. (децембар 1986). „Macroglossia: a review of the condition and a new classification”. Plastic and Reconstructive Surgery. 78 (6): 715—23. PMID 2947254. doi:10.1097/00006534-198678060-00001..}-
- Wang, J.; Goodger, N. M.; Pogrel, M. A. (март 2003). „The role of tongue reduction”. Oral Surg Oral Med Oral Pathol Oral Radiol Endod. 95 (3): 269—73. PMID 12627095. doi:10.1067/moe.2003.1..}-

## Spoljašnje veze
- „Dečja hirurgija” (PDF). Архивирано из оригинала (PDF) 09. 05. 2021. г. Приступљено 29. 12. 2017.

|  | Molimo Vas, obratite pažnju na važno upozorenje u vezi sa temama iz oblasti medicine (zdravlja). |